# Taphrina mume
Taphrina mume (лат.) — вид грибов рода тафрина (Taphrina) отдела аскомицеты (Ascomycota), паразит растений из рода Слива (Prunus). Поражает листья и побеги, иногда вызывает «ведьмины мётлы».

## Описание
Листья и побеги растения скручиваются и разрастаются, меняют окраску на бледно-зелёную, иногда белёсую или розоватую.
Мицелий межклеточный, зимует в тканях ветвей.
Сумчатый слой («гимений») имеет вид восковидного мучнистого налёта на обеих сторонах листьев.
Аски восьмиспоровые, размерами 20—33(48)×8—13(18) мкм, цилиндрические или булавовидные с округлой или скошенной верхушкой. Базальные клетки (см. в статье Тафрина) шире асков, короткие, размерами 7—15×7—33 мкм, иногда отсутствуют.
Аскоспоры от шаровидных до эллипсоидальных, размерами 4—6(8)×3—5 мкм, иногда почкуются в асках.

## Распространение и хозяева
Поражает сливу японскую (Prunus mume), абрикос (Prunus armeniaca), абрикос маньчжурский (Prunus mandshurica).
Taphrina mume описана в Японии, известна также на материковом Дальнем Востоке (Китай, Корея, Приморский край России), в Восточной Европе, Южной Африке и на Новой Зеландии.
В России отмечен на абрикосе маньчжурском (Приморский край). В Крыму наблюдались эпифитотии, поражавшие целые участки плодовых садов, при этом на одном дереве развивалось 25—100 «ведьминых мётел».